# Umbopilio
Genre
Umbopilio est un genre d'opilions eupnois de la famille des Sclerosomatidae.

## Distribution
Les espèces de ce genre se rencontrent en Birmanie et en Inde.

## Liste des espèces
Selon World Catalogue of Opiliones (15/05/2021) :
- Umbopilio martensi Klimeš, 2006
- Umbopilio paradoxus Roewer, 1956

## Publication originale
- Roewer, 1956 : « Über Phalangiinae (Phalangiidae, Opiliones Palpatores). (Weitere Weberknechte XIX). » Senckenbergiana biologica, vol. 37, p. 247–318.